# Эра Водолея
Эра Водолея, или эпоха Водолея (англ. Age of Aquarius) — астрологическая концепция, лежащая в основе представлений культуры нью-эйдж о том, что на смену эре Рыб (ассоциируемой с христианством) приходит новая эпоха, в которой будут господствовать учения, представляющие собой синтез различных вероучений и современных научных достижений.

## Терминология
Точное время возникновения термина определить проблематично. Известно, что в 1908 году американский эзотерик Леви Х. Доулинг издал книгу «The Aquarian Gospel of Jesus the Christ: The Philosophic and Practical Basis of the Religion of the Aquarian Age of the World and of the Church Universal».
Дальнейшая популяризация термина связана с теософом Алисой Бейли, которая использовала термины «Эра Водолея» и «Нью-Эйдж» (буквально «Новая эра») как синонимы.
В 1923 году немецкий мистик Перит Шоу провозгласил курс на подготовку к завершению очередного космического цикла и вступлению в «Эпоху Водолея», что, по его мнению, было связано с циклом вращения планетарных систем вокруг невидимого космического центра, который он отождествлял с использовавшимся в нацистском оккультизме Чёрным солнцем[страница?].
Следует, однако, заметить, что в настоящее время Нью-Эйдж стало духовной традицией, включающей в себя идеи, которые могут быть и не связаны с наступлением эры Водолея.

## Астрологическое обоснование
Временной период, в течение которого точка весеннего равноденствия находится в одном и том же знаке зодиака, в астрологии называется астрологической эрой. Смена астрологических эр связана с явлением прецессии земной оси, вызывающей медленное смещение точки весеннего равноденствия против движения Солнца по эклиптике со скоростью 50,3708" в год, 0,01397° за год или 1° за 71,6 года.
В силу того что прецессия медленно, но непрерывно смещает точку весеннего равноденствия, то есть начало тропического зодиака, в рамках движения Нью-эйдж возникла идея рассмотреть движение точки ♈ по сидерическому зодиаку. Поскольку полный круг прецессии совершается за 25 776 лет (платонический год (англ. Great Year)), 1/12 этого цикла равна 2 148 годам. Значит, если считать, что 0°♈ двух зодиаков разошлись в конце I тысячелетия до н. э., то получается, что два тысячелетия точка весеннего равноденствия перемещалась по сидерическому знаку Рыб и в начале III тысячелетия должна вступить в сидерический Водолей.

## Современная культура
Популярным в массовом сознании термин «Эра Водолея» стал после выхода бродвейского мюзикла «Волосы», в начале которого хор хиппи исполняет своеобразный гимн движения — «Aquarius». Слова песни выражают квинтэссенцию восприятия данной концепции:

When the moon is in the seventh house

And Jupiter aligns with Mars

Then peace will guide the planets

And love will steer the stars

This is the dawning of the age of Aquarius

The age of Aquarius, Aquarius

Harmony and understanding

Sympathy and trust abounding

No more falsehoods or derisions

Golden living dreams of visions

Mystic crystal revelation

And the minds true liberation

Наступлению Эры Водолея посвящена композиция «Darkside of Aquarius» британского хэви-метал исполнителя Брюса Дикинсона, а также одноимённый альбом финской симфо-блэк-метал группы Gloomy Grim.

## Критика
2 148 лет — это средняя длительность зодиакальной эры (англ. Astrological age). Поскольку зодиакальные созвездия имеют разную длину в градусах эклиптики, то продолжительность конкретных зодиакальных эр может сильно отличаться от среднего значения. Так, по расчётам Г. Ваксмута, длительность эры Рыб равна 2 577,6 годам, в то время как эры Водолея — 1 790 годам. Опираясь на эти расчёты, Ш. С. Еремян определил, что эра Водолея должна начаться в 2448 году, с точностью ±10 лет. Помимо этого, новая культурно-историческая эпоха начинается примерно с середины зодиакальной эры.